# Sorbus fruticosa
Sorbus fruticosa es una especie botánica de planta con flores de la familia de las Rosáceas.

## Descripción
Este arbusto gusta de pleno sol o media sombra. Florece en verano y fructifica en otoño. Alcanza 15 dm de altura y un ancho de 3 m; y un suelo fértil y suelto. 
Hay cultivares que poseen frutos blancos más grandes y alturas de 3 m, como Sorbus fruticosa 'Koehneana'  (enlace roto disponible en Internet Archive; véase el historial, la primera versión y la última).

## Taxonomía
Sorbus fruticosa fue descrita por Heinrich J.N. Crantz